# Sanchezia thinophila
Sanchezia thinophila är en akantusväxtart som beskrevs av Emery Clarence Leonard. Sanchezia thinophila ingår i släktet Sanchezia och familjen akantusväxter. Inga underarter finns listade i Catalogue of Life.